# ギョクテュルク-2
ギョクテュルク-2(トルコ語: Göktürk-2)はトルコの地球観測衛星。トルコ国防省の軍事衛星。科学技術研究会議によって設計開発され、宇宙技術研究機構とトルコ航空宇宙産業によって製造された。
ギョクテュルク-2は中国の酒泉衛星発射センター第4発射点から長征2号Dで2012年12月18日の16時12分52秒(UTC)に天候により予定より1日繰り上げて打ち上げられた。
トルコが開発した先進的な最先端の装備や高解像度の画像を供給する新しい改良型装置が装備されており、16時26分(UTC)には686kmの低軌道に乗せられた。最初の信号は17時39分(UTC)にノルウェーのトロムソ衛星局から受信された。
80%が国際技術で開発され、ソフトウェアは100%自製であり、衛星は可視光で2.5m、可視・近赤外線の複数スペクトルスキャナーで10m、短波長赤外で20mの高解像度の画像を提供する。これは2011年8月17日にロシアに打ち上げられたRASATに次いでトルコの2番目の国家用衛星である。遠隔通信のために3機のSバンド用受信機と発信機を備えている。ギョクテュルク2号はその後ソーラーパネルを展開し、打ち上げ翌週からアメリカ合衆国、ブラジル、インドやトルコ西部の町イズミルなどのデータと画像を送り始めた。
なおギョクテュルクはトルコ語で突厥を意味している。

## 解像度とペイロード
トルコ政府によって計画の監査と報告のために任命された技術者でユルドゥズ技術大学のRahmi Güçlü教授は得られた画像はトルコが開発した最先端のソフトウェアフィルターによって個人の識別にも使え、トルコ国防省がすでに周辺地域の幾つかの国の軍事作戦のための情報を得るために技術の使用を始めたことを確認している。これによりトルコ軍はクルディスタン労働者党（PKK）に対する軍事作戦でアメリカの諜報活動に依存する必要がなくなったとされる
主要目標の軍事偵察衛星の役割に加えて、ギョクテュルク-2はマッピング、土地計画、土地調査、地質学、環境モニタリング、防災、環境保護、沿岸管理、水資源などのさまざまな民間利用が行われる。
ギョクテュルクの系列の人工衛星は情報源の拡充のために開発された。2012年12月には、ギョクテュルク1号は生産中であり、ギョクテュルク3号は計画段階である。
国外の生産部分ではドイツの企業SpaceTech GmbH Immenstaadが太陽電池アセンブリを含む3つの太陽光パネル、パネル展開メカニズム、メカニズムの展開を実行するパイロドライブモジュール(PDM)の電子機器などの太陽光発電系統を提供している。

## イスラエルの抗議
イスラエルはトルコによるギョクテュルク系統の衛星の打ち上げに抗議を繰り返し表明しており、イスラエルの高解像度の情報を得るために利用され、悪意の手に渡る可能性があると表明している。 
トルコ首相のレジェップ・タイイップ・エルドアンはイスラエルの抗議を拒絶しており、トルコは主権国家でトルコの計画するいかなる情報衛星の設計、開発、製造、打ち上げに関してもイスラエルの干渉が入ることは許されないと表明している。

## 註
1. 1 2 3 4 5  Barbosa, Rui C. (2012年12月18日). “China end 2012 with Long March 2D launch of Göktürk-2”.   NASASpaceflight.com. 2012年12月18日閲覧。
2. 1 2 3  “Yerli keşif uydusu Göktürk 2 uzaya fırlatıldı” (Turkish). Hürriyet. (2012年12月18日) 2012年12月18日閲覧。
3. 1 2  “Göktürk-2 uzaya fırlatıldı” (Turkish). Habertürk. (2012年12月18日) 2012年12月18日閲覧。
4. ↑  “Göktürk 2, yörüngeye ulaştı” (Turkish). Radikal. (2012年12月18日) 2012年12月24日閲覧。
5. ↑  Meral Tamer. “Göktürk 2 uydusundan ilk görüntü geldi” (Turkish). Milliyet Ekonomi 2012年12月30日閲覧。
6. ↑  “First images received from Gokturk-2 satellite”. Turkish Press. (2012年12月26日) 2012年12月30日閲覧。
7. ↑  “Turkey's Gokturk-2 satellite receives first images”. World Bulletin 2012年12月30日閲覧。
8. ↑  http://gundem.bugun.com.tr/gokturk-2-ile-dunya-bbg-evine-dondu-haberi/217166/
9. ↑  http://www.habervakti.com/?page=news_details&id=82035
10. ↑  “Turkey dismisses Israel's concerns over satellite”. ロイター. (2011年3月12日) 2019年7月3日閲覧。
11. ↑  “İşte Türkiye’nin Uzay Programı” (Turkish).   Savunma Sanayi Net. 2012年12月22日閲覧。
12. ↑  http://www.spacetech-i.com/GK-2_SG.html
13. 1 2  Stephen Chen (2012年12月13日). “Controversial Turkish satellite launch caps year for China's space programme”.   South China Morning Post. 2012年12月20日閲覧。
14. ↑  “Turkey’s spy sat to zoom in on Israeli secrets — RT”.   Rt.com. 2012年12月20日閲覧。
15. ↑  “Turkey, Israel to face new crisis over Göktürk project”. Today's Zaman. (2011年10月31日) 2012年12月20日閲覧。
16. ↑  “Turkish satellite to roll back Israel's turf veil”. Reuters. (2011年3月10日) 2012年12月20日閲覧。
17. ↑  “Israel, Turkey to clash over Gokturk satellite - report”. Globes. (2011年11月1日) 2012年12月20日閲覧。
18. ↑  “Turkish satellite to roll back Israel's turf veil”.  Al Arabiya (2011年3月10日). 2012年12月20日閲覧。